# Epiplema perclarata
Epiplema perclarata är en fjärilsart som beskrevs av W. Warren 1902. Epiplema perclarata ingår i släktet Epiplema och familjen Uraniidae. Inga underarter finns listade i Catalogue of Life.